# روئینگ در المپیک تابستانی ۱۹۰۸
رویینگ در بازی‌های المپیک تابستانی ۱۹۰۸ نام رویداد ورزش رویینگ در بازی‌های المپیک تابستانی بود که در سال ۱۹۰۸ برگزار شد.

## کشورهای شرکت کننده
در این مسابقات ۸۱ ورزشکار از ۸ کشور به رقابت با یک دیگر پرداختند.
- بلژیک (۱۰)
- کانادا (۱۳)
- آلمان (۳)
- بریتانیای کبیر (۳۰)
- مجارستان (۱۱)
- ایتالیا (۱)
- هلند (۴)
- نروژ (۹)

## جدول مدال‌ها
| رتبه | کشور                 | طلا | نقره | برنز | مجموع |
| ۱    | بریتانیای کبیر (GBR) | ۴   | ۳    | ۱    | ۸     |
| ۲    | بلژیک (BEL)          | ۰   | ۱    | ۰    | ۱     |
| ۳    | کانادا (CAN)         | ۰   | ۰    | ۳    | ۳     |
| ۴    | آلمان (GER)          | ۰   | ۰    | ۲    | ۲     |
| ۵    | مجارستان (HUN)       | ۰   | ۰    | ۱    | ۱     |
| ۵    | هلند (NED)           | ۰   | ۰    | ۱    | ۱     |